# Dicke Eiche (Hopsten)

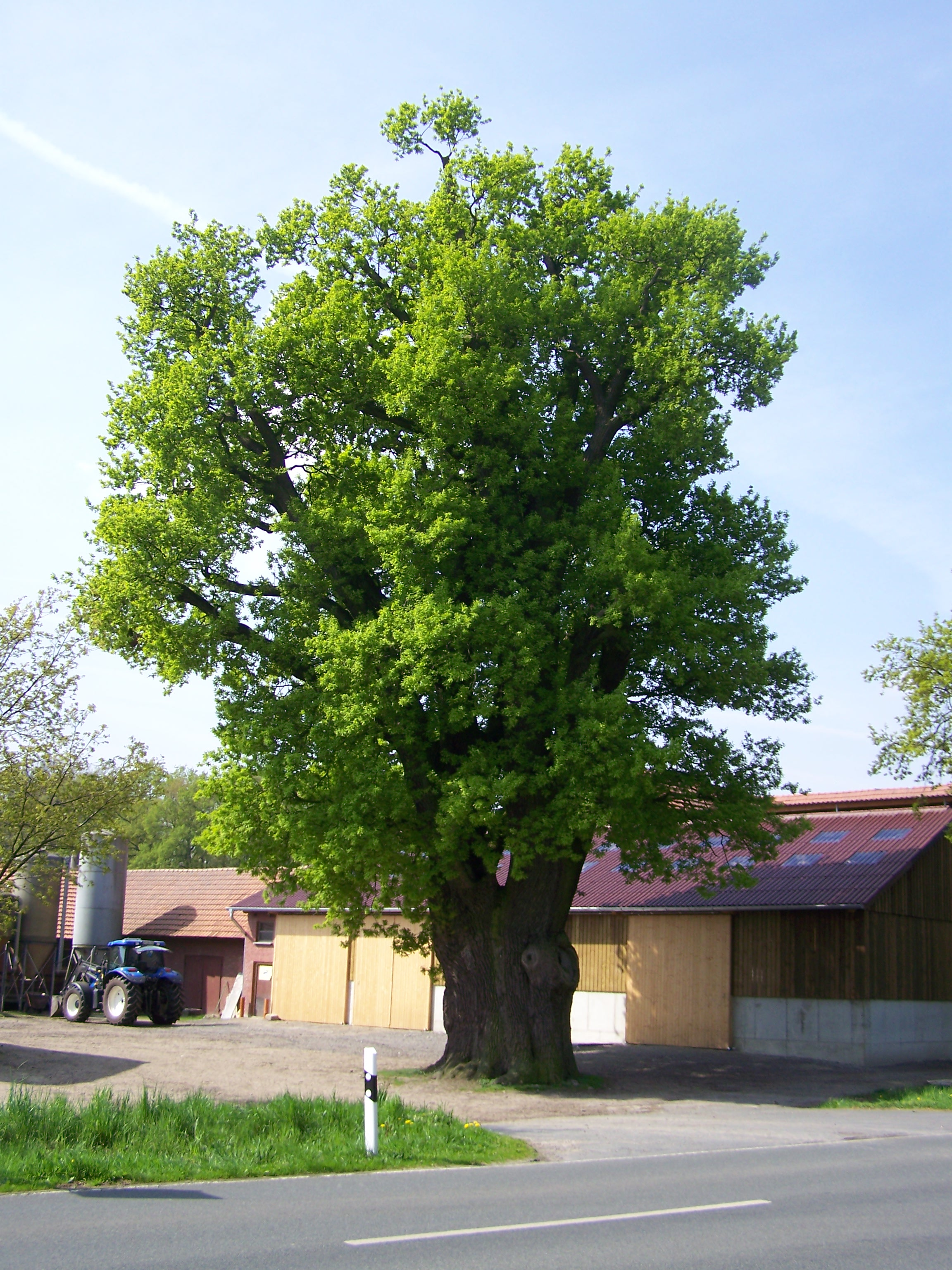
Dicke Eiche auf dem Hofgelände

Die Dicke Eiche in Hopsten im Tecklenburger Land ist eine Stieleiche, die als Einzelbaum auf dem Hof Brockmöller an der Recker Straße steht. Ihr Alter wird auf etwa 400 Jahre geschätzt. Sie ist der wohl älteste Baum im Forstbezirk Steinfurt und einer der ältesten Bäume in ganz Westfalen. 1904 hatte sie bei einer Höhe von 25 m einen Kronendurchmesser von 27 m und einen Stammumfang von 7,30 m. Schon 1926 wurde sie bei einer Höhe von 33 Metern und einem Kronendurchmesser von 34 Metern in die Liste bemerkenswerter Bäume eingetragen. Der Umfang in 1,30 Meter Höhe wurde mit 7,50 Meter angegeben. Das Deutsche Baumarchiv ermittelte im Jahre 2000 an der Stelle des geringsten Durchmessers (Taille) einen Umfang von 8,43 und im Jahre 2003 in einem Meter Höhe von 8,58 Metern. Im Jahr 2014 hat der Taillenumfang 8,71 Meter, bei einer Höhe von 24 Meter betragen. Im Volksmund wird der Baum als Dicke Eiche oder Brockmöller-Eiche bezeichnet. 
Die Stieleiche ist als Naturdenkmal I. E1 im Kreis Steinfurt ausgewiesen.
Zahlreiche Legenden und Geschichten ranken sich um den Baum. Nach der Fehde zwischen Nikolaus II., dem Grafen von Tecklenburg, und Otto IV. von Hoya, dem Fürstbischof von Münster im Jahre 1400 musste der erstgenannte Hopsten an den Fürstbischof abgeben. Aus Rache für den verlorenen Krieg verkaufte er den Brockmöller, der bis dahin eine Mühle betrieb und zu Recke gehörte, an den Bischof von Münster. Dem nun zu Hopsten gehörenden Müller grub er das Wasser der Hopstener Aa ab, um wenige Meter flussaufwärts eine neue Mühle anzulegen. Der Brockmöller musste daraufhin seine Mühle schließen und wurde Bauer.
Aus der Zeit des Dreißigjährigen Kriegs stammt eine Sage mit dem tragischen Tod eines schwedischen Soldaten bei der Eiche.
Die St.-Dionysius-Gemeinde aus Recke hielt unter der Eiche wenige Meter hinter der Ortsgrenze ihre Notgottesdienste nach der Reformation der Obergrafschaft Lingen ab.